# Englebert (importeur)

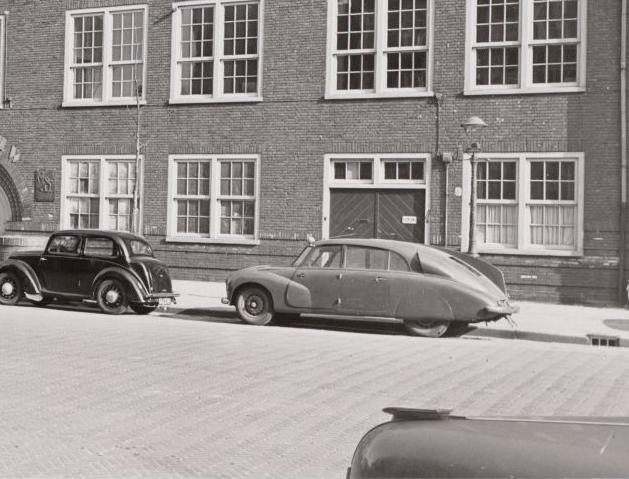
Tatra 87 (1948) in Nederland

Englebert was een Nederlandse organisatie in de automobielbranche, aanvankelijk gevestigd in Leiden, later in Den Haag en ten slotte in Voorschoten.

## Geschiedenis

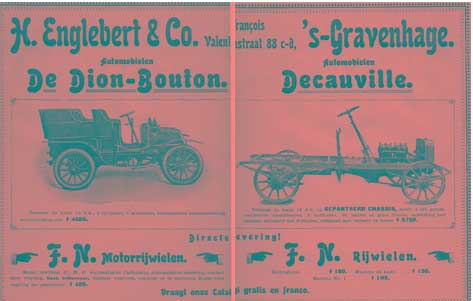
Advertentie van H. Englebert & Co. tussen 1903 en 1906.

De Belg Henri Englebert was een van de eerste Nederlandse auto-importeurs. Hij begon in 1898 vanuit Leiden motorfietsen van het Belgische FN (Fabrique National d’Armes de Guerre) in Nederland te vertegenwoordigen en werd daarmee het oudste importhuis van Nederland. Een jaar later importeerde hij als proef ook een paar auto's, waaronder ook een FN.
Leiden bleek echter minder geschikt voor Engleberts idealen en in 1901 verhuisde hij naar het rijkere Den Haag, eerst naar de François Valentijnstraat en in 1906 naar een veel groter pand aan de Bezuidenhoutseweg, in een buurt met veel potentiële kopers. Hier ontstond Nederlands eerste toonzaal voor auto's. Engleberts eerste merk FN werd in de loop der jaren vergezeld van andere merken als De Dion-Bouton, Brasier, Germain, Renault en Rochet-Schneider.
Door de Eerste Wereldoorlog stagneerde de aanvoer van de Franse en Belgische merken in het neutrale Nederland en daarom zocht Englebert nieuwe leveranciers buiten het oorlogvoerende Europa. Zijn oog viel op de Verenigde Staten, waarvandaan al snel de eerste Packard geïmporteerd werd. Een dochteronderneming van Englebert werd in 1915 de “Delftsche Motorenhandel”, dat de rechten had voor de import van Harley-Davidsons voor Nederland en de Nederlandse koloniën. Eveneens in 1915 werd Englebert hoofdagent voor de Amerikaanse Henderson viercilindermotorfietsen.

## Jaren 20

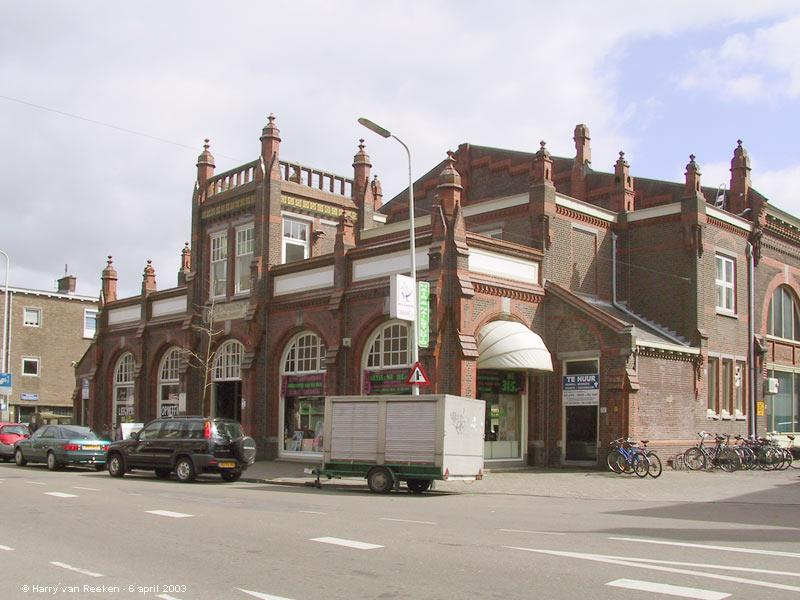
Theresiastraat 145 werd in 1925 de hoofdvestiging van Englebert.

De zaken liepen zo voorspoedig dat in 1922 een naamloze vennootschap moest worden opgericht: de N.V. H. Englebert & Co. Auto Handel. In 1924 werd het importeurschap voor Nash verkregen, in 1929 gevolgd door het importeurschap voor International-vrachtauto’s. In hetzelfde jaar werd ook nog het importeurschap van het Duitse Büssing-NAG verworven.
Als hoofdvestiging werd in 1925 een voormalig sportgebouw aan de Theresiastraat gekozen, ook in Den Haag. In 1928 vierde het bedrijf zijn 30-jarige bestaan en ter gelegenheid hiervan werd een tentoonstelling gehouden waar alle producten van Englebert en de Delftsche Motorenhandel werden tentoongesteld. In 1929 verliet de oprichter Henri Englebert de zaak en zijn zonen Victor, Hans en Leo maakten een doorstart en richtten de N.V. H. Englebert’s Automobielhandel op.

## Jaren 30
De hoofdactiviteiten in de jaren dertig bestonden naast de vrachtauto’s uit de import van personenauto’s van Packard en Nash, en ook van motorfietsen van Harley-Davidson die ook werden afgenomen door het Nederlandse leger en politie. De crisis van de jaren 30 liet Englebert echter niet onberoerd. De AutoRAI van 1933 leverde geen enkele order op. Englebert begon daarop met de import van Rover en in 1933 werd begonnen met het taxibedrijf "Singertax". In 1936 probeerde men een nieuwe groep kopers te lokken door een autorijschool te beginnen.

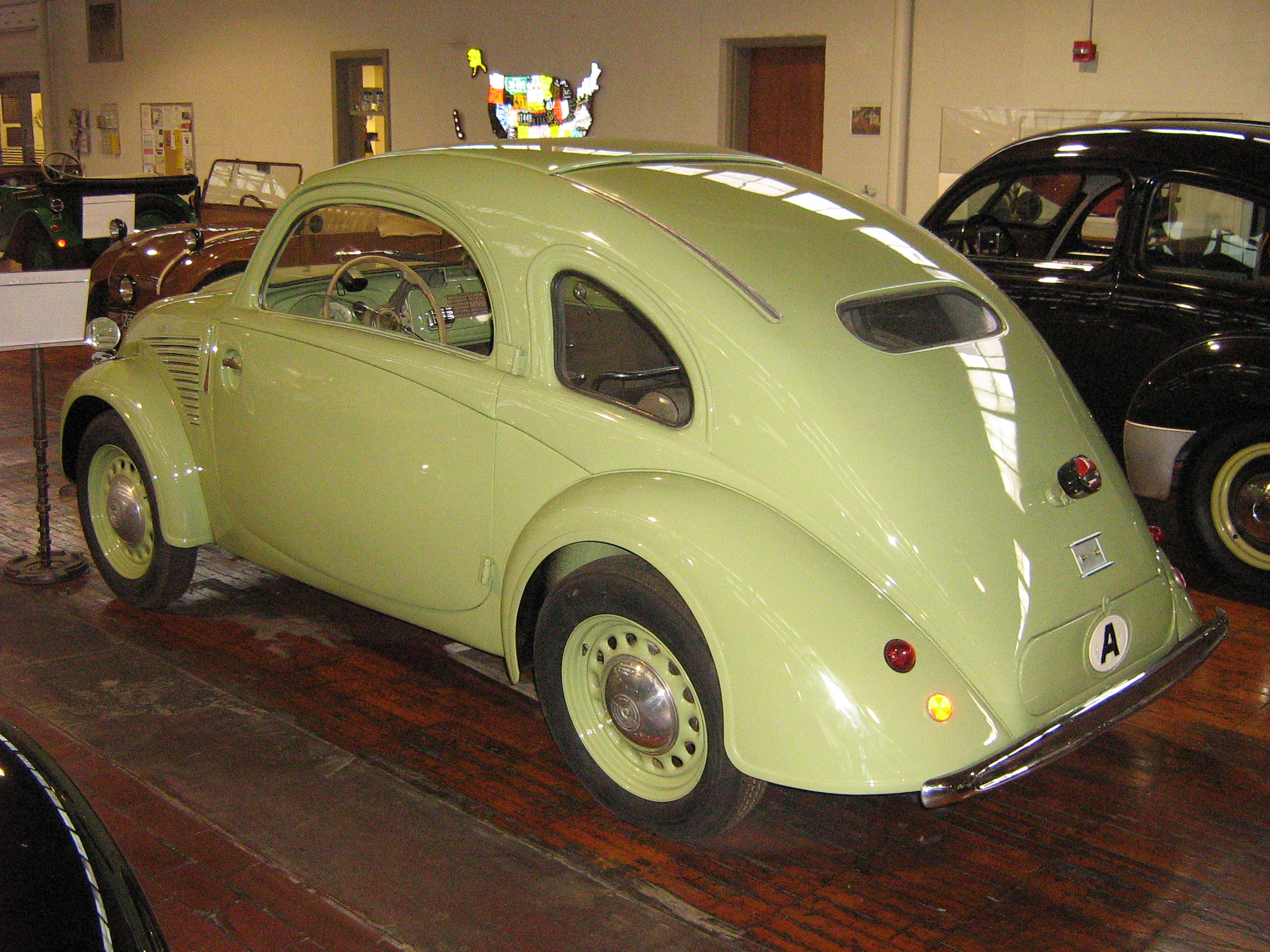
Steyr Baby (1936)

Om risico’s te spreiden werd naar andere merken gezocht en richtte men de blik naar het oosten. Men richtte zich vooreerst op Steyr, met name op hun kleine "volkswagen", in de volksmond Steyr Baby genoemd. In 1939 werd, om de Amerikaanse contacten uit te breiden, een kantoor geopend in New York. Hier werden de contacten gelegd voor de naoorlogse Amerikaanse import.

## Jaren 40
Na het uitbreken van de Tweede Wereldoorlog in Nederland kwam de handel vrijwel stil te liggen. Bij Englebert werden alle voorraden in beslag genomen. Op last van de bezetter hield men zich al snel bezig met auto-onderhoud en het reviseren van Büssing-NAG-vrachtauto’s voor de Wehrmacht. Met het verhuren van bedrijfsruimten, handel in gasgeneratoren en het geschikt maken van politiemotoren voor persgas kon men het hoofd boven water houden.

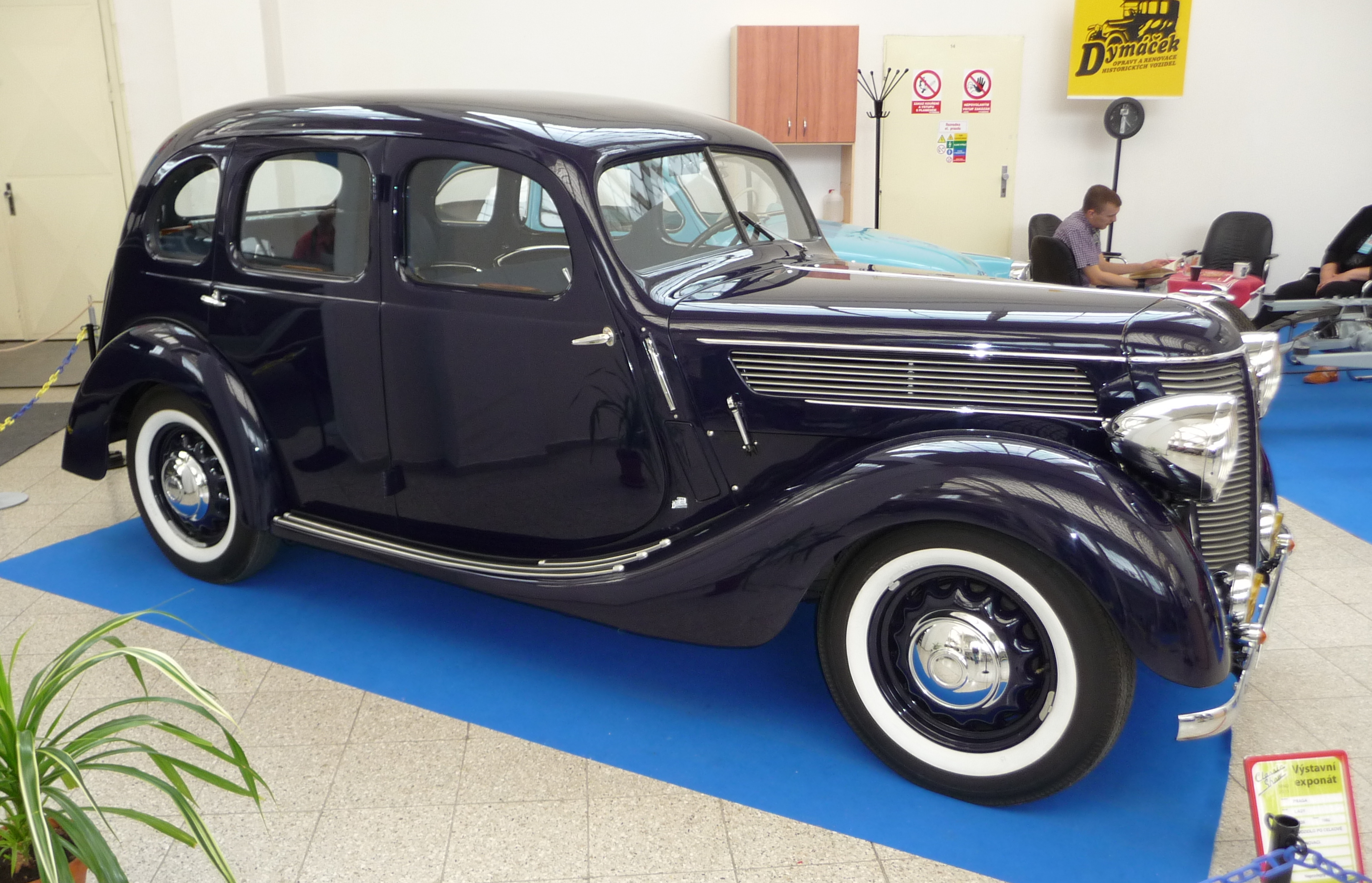
Praga Lady

Maar Englebert moest om te overleven in het nieuwe Europa ook op zoek naar nieuwe producenten. In 1941 nam Englebert de vertegenwoordiging op zich van Praga, een sinds 1907 bestaande Tsjechoslowaakse autofabriek die in de jaren dertig samen met Tatra en Škoda tot de drie grootste autofabrieken van het land behoorde. Praga was al enigszins bekend in Nederland: Van 1935 tot 1939 had "Pon’s Automobielhandel" enkele Praga’s ingevoerd.

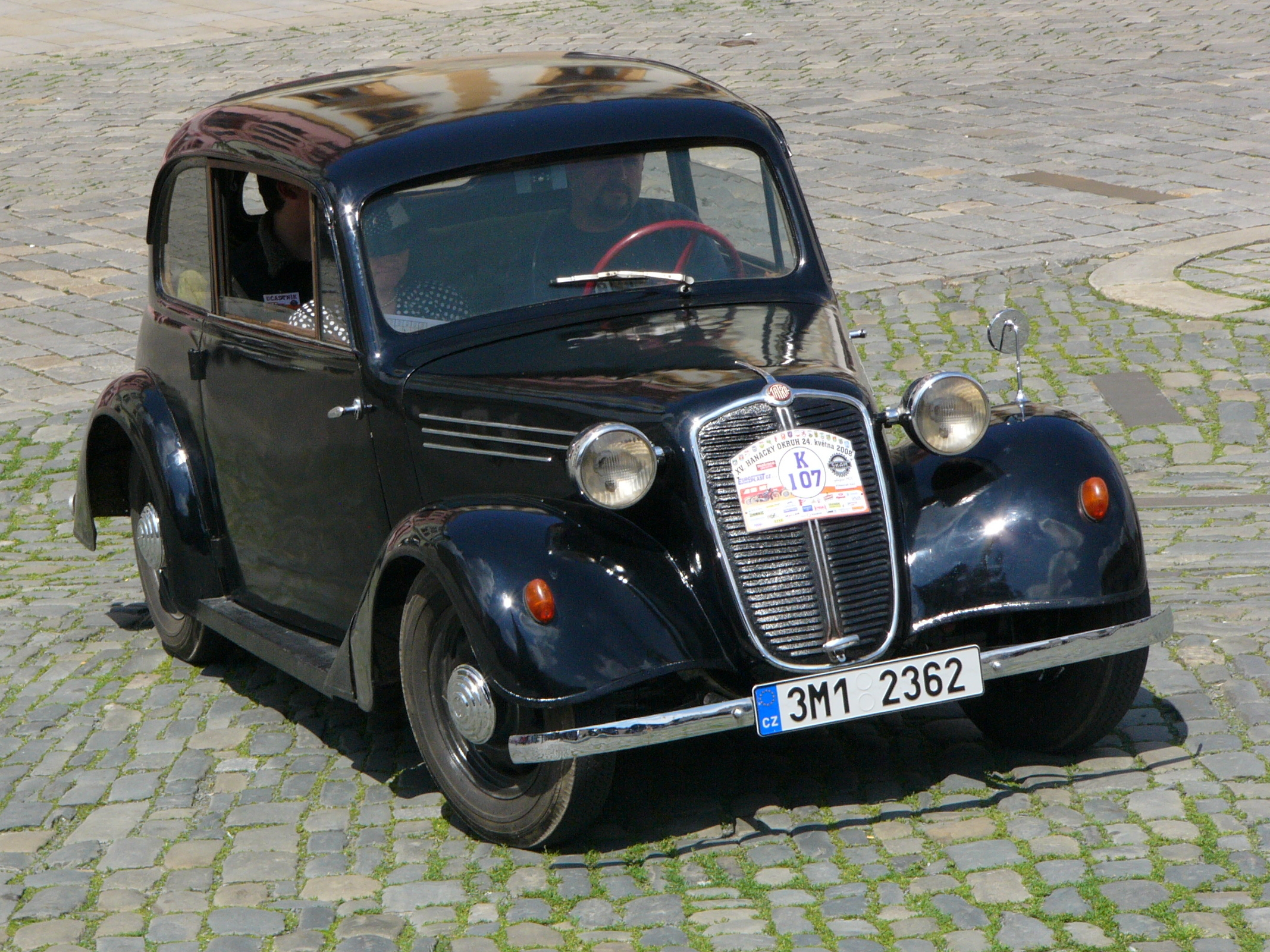
Tatra 57B

Anders dan bij Tatra, waarvan de fabriek in het Sudetenland onder de personenautoproductiestop van het Duitse Rijk viel, mochten in het Protectoraat Bohemen en Moravië veel langer auto’s voor de civiele markt geproduceerd worden. Er werden inderdaad enkele personenauto’s van Praga geïmporteerd, een unicum voor de oorlog. De aankondiging van de Praga-import werd elf maanden later gevolgd door de aankondiging van de import van Tatra’s. Vanaf 1941 vormden Praga en Tatra een belangengemeenschap uit angst opgeslokt te worden door de machtige Hermann Göring Werke. De belangengemeenschap hield in dat technische kennis werd uitgewisseld en de in- en verkoop gezamenlijk werd gedaan. Hoewel Englebert vooral zijn zinnen op de Tatra 57B had gezet, waren het een paar Tatra 87’s die in de oorlog geïmporteerd werden. Englebert was namelijk betrokken geraakt bij de import van drietal T 87’s voor het Reichskommissariat Niederlande van Arthur Seyss-Inquart. De auto’s werden niet door de fabriek in Nesselsdorf geleverd, maar door het hoofdkantoor van "Ringhoffer-Tatra" in Praag.
Englebert ontkwam niet aan het oorlogsleed. De gebouwen aan de Bezuidenhoutseweg werden volledig verwoest bij het Bombardement op het Bezuidenhout. Toch kon men vanuit het gebouw aan de Theresiastraat beginnen met de plannen voor na de oorlog. Een gerucht deed de ronde dat het bombardement niet om een vergissing ging, maar dat er in door Englebert verhuurde panden V2-onderdelen opgeslagen waren maar bij later onderzoek is niets gevonden dat daar op wijst.

## Na de Tweede Wereldoorlog
Na de oorlog was Nederland een van de eerste landen waar Tsjechoslowakije een handelsovereenkomst mee afsloot. Beide landen zaten om deviezen verlegen en zochten elkaar op. Ruilhandel was bij uitstek een middel om niet te veel deviezen te laten wegvloeien en tegelijk producten te importeren waar men bij de wederopbouw wat aan had. De niet door oorlogsgeweld getroffen Tatrafabriek kon vrij vlot de productie weer opstarten en de eerste auto’s verlieten in het najaar van 1945 de fabriek. In afwachting van een nieuw viercilinder stroomlijnmodel, waartoe in 1946 werd besloten, werden de vooroorlogse T 57 en T 87 voorlopig doorgebouwd en ook aangeboden aan het buitenland.
Omdat het geld schaars was wilde Englebert graag een kleine, goedverkopende auto importeren. Een aanbod om de Volkswagen Kever te importeren werd echter afgeslagen, de anti-Duitse gevoelens waren nog te sterk en Englebert kon zich niet voorstellen dat het Nederlandse publiek een zo nadrukkelijk met Hitler-Duitsland verbonden auto zou kopen. Het Oostenrijkse Steyr leverde niet meer, Singer zou geen kleine auto’s meer bouwen en daarom werd in 1946 de import van de kleine 610 cc Panhard Dyna X met aluminium carrosserie aangekondigd. De verkopen zagen er het jaar erop veelbelovend uit, maar de fabriek kreeg later leveringsproblemen.
Met de Tatra 57B had de firma nog een ijzer in het vuur, hoewel de Tsjechoslowaakse autoriteiten het liefst slechts één importeur wilde voor haar gehele in 1945 genationaliseerde auto-industrie. Škoda-importeur Auto-Palace kondigde de import van Jawa-auto’s aan en Praga, Englebert’s andere Tsjechoslowaakse merk, maakte geen personenauto’s meer.

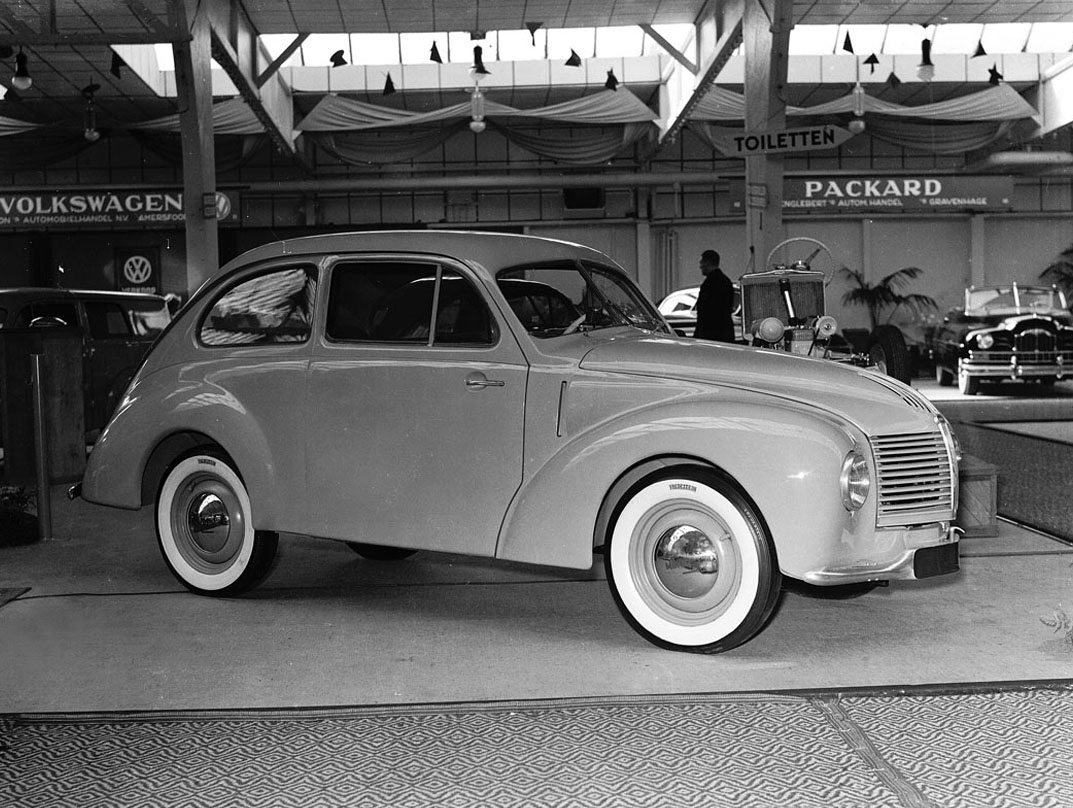
Aero Minor op de AutoRAI, 17 april 1950

Een Tsjechisch merk dat Englebert (naast Packard, Nash, International, Rover, Panhard en Tatra) wel ging importeren, was de Aero Minor, een in de oorlog ontwikkelde kleine Jawa-auto met tweetaktmotor die na de oorlog door de vliegtuigmotorenfabriek Walter en de vliegtuigfabriek Letov gezamenlijk gebouwd werd. De eerste 160 Minors kwamen in september 1948 de grens over en Minor zou niet alleen snel Engleberts succesvolste Tsjechische importwagen worden, maar ook een algeheel succes. Binnen zes maanden werden er 1000 verkocht. Om Englebert te ontlasten werd de Panhard overgedaan aan de Delftsche Motorenhandel.
Vanuit de gedachte dat voor Nederland in opbouw veel materieel van allerlei aard nodig zou zijn, was na bemiddeling van het New Yorkse filiaal een aantal agentschappen verkregen voor FWD-vrachtwagens, Koehring-wegenbouw- en grondverzetmachines en Le Roi-compressoren. Het vormde de basis van Engleberts latere Industriële afdeling. Een andere groeimarkt leek de landbouwmechanisatie. In 1948 werd begonnen met de import van International Harvesterlandbouwwerktuigen en hun Farmalltractoren en een jaar later werd de handel in oliën en smeermiddelen begonnen.

## Jaren 50
In 1951, het jaar waarin ook de laatste Minors gemaakt werden, konden er nog zeven Tatra 600 Tatraplans verkocht worden maar verloor Englebert haar Tatra-import aan Škoda-importeur Auto-Palace. Onderdelen voor de Tatra 57B en de Tatra 87 leverde de nieuwe importeur echter niet, waardoor dealers en bezitters van deze typen nog steeds deels op Englebert waren aangewezen.

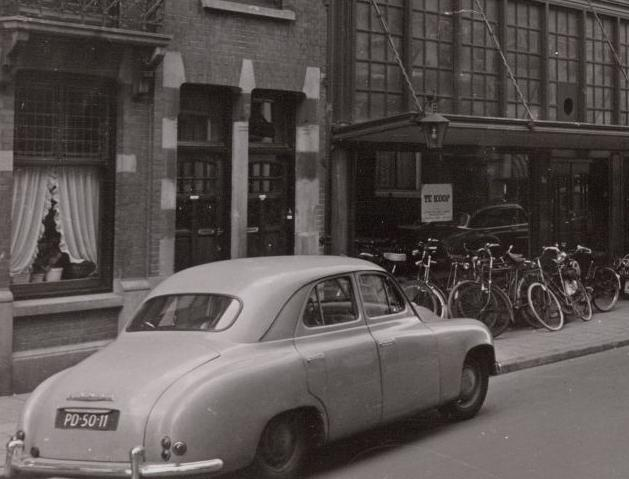
Škoda 1200 in Nederland

Het gestaag groeiende Auto-Palace deed het importeurschap van Tatra en Škoda halverwege 1954 echter weer over aan Englebert. Auto-Palace vond de nieuwe, in 1952 geïntroduceerde Škoda 1200 een stuk minder dan de Škoda 1101 en zag geen heil meer in verdere import.
Englebert had in 1951 zijn naam gewijzigd in H. Englebert N.V. en had in 1952 een groot deel van de activiteiten naar Voorschoten verhuisd, waar in 1950 grond was gekocht en een drietal nieuwe hallen neergezet waren. Aan de Dobbeweg werden een autowerkplaats, de kantoren en de Industriële afdeling ingericht. Ook werd er, om hoge importtarieven te ontlopen, een assemblagelijn voor Internationalvrachtauto’s opgezet en later kwam daar nog een assemblagelijn voor Kruppvrachtwagens bij, een merk dat vanaf 1951 al geïmporteerd werd.
Na de watersnood van 1953 en het daaropvolgende Deltaplan zag Englebert grote kansen voor haar Industriële afdeling, met name voor haar grondverzetmachines en draglines. De overheid kwam echter nog met een geheel andere order: Het Ministerie van Zaken Overzee gaf een groot contract om in Nederlands-Nieuw-Guinea International Harvestergrondverzetmachines te leveren onder de voorwaarde dat zij ter plaatse onderhouden werden. Een nieuwe vestiging van Englebert in Hollandia was het gevolg.
De drie hallen in Voorschoten bleken al gauw te klein en een nieuwe, in 1955 gebouwde hal aan de overkant van de straat werd het onderkomen voor de Industriële afdeling (grondverzet, draglines, wegenbouw) en de afdeling Landbouw (landbouwwerktuigen en trekkers). De laatste afdeling kwam uit Rotterdam, waar ze na meerdere overnames uit een filiaal van International Harvester was ontstaan.
Merken gingen en kwamen in de jaren vijftig. Panhard werd in 1953 overgedaan aan de in Rotterdam gevestigde "J.H. Eggelmeijer Automobielenimport N.V." nadat de omzetten teruggelopen waren. Naast de in 1954 overgenomen Škoda-import werden vanaf 1955 twee merken van de Borgwardgroep geïmporteerd: De Goliath en even later de tweetakt Hansa. Packard hield in 1956 op te bestaan als zelfstandig merk nadat zij in problemen was geraakt. Nash fuseerde met Hudson Motor Car in 1954 tot AMC en daarmee verdwenen de twee merken waar Englebert zo lang zijn identiteit aan had ontleend.

## Jaren 60 en 70

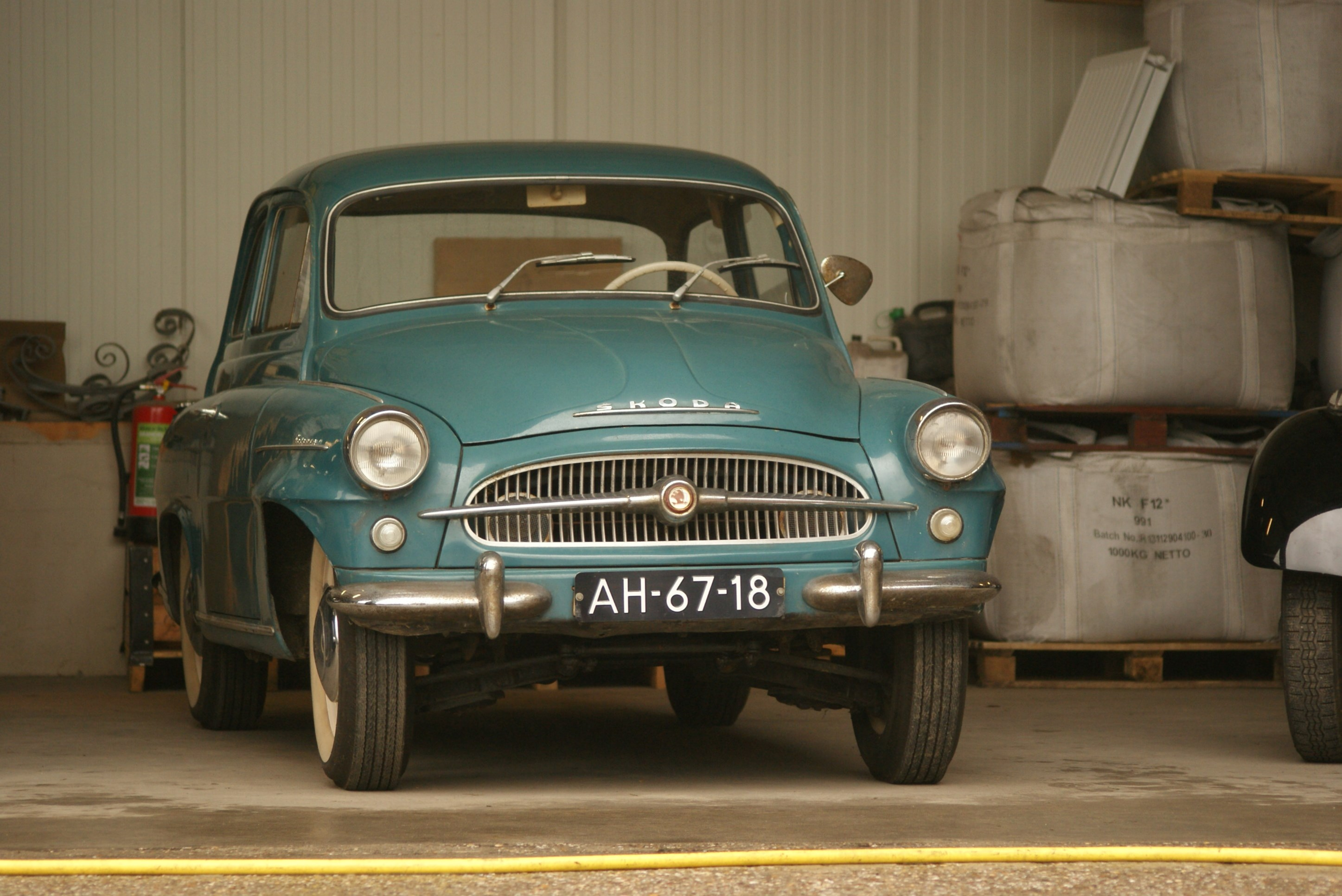
Škoda Octavia (1960)

Op de PersonenautoRAI van 1960 bleek hoezeer het aanbod van Englebert was uitgedund. Men kon niets anders laten zien dan de Škoda Octavia, de Hansa 1100 en de Goliath Express. Engleberts hoofdactiviteit qua auto’s was inmiddels Škoda. Tevens probeerde men een graantje mee te pikken met en het importeren van de Japanse Isuzu en Subaru, dit werd echter niet doorgezet. Ook werd er geprobeerd de Haflinger te importeren. In het begin van de jaren zeventig kwamen Englebert en Steyr-Daimler-Puch overeen de Haflinger naar Nederland te halen. Englebert stopte veel energie en geld in de introductie totdat de fabriek liet weten niet te zullen leveren en dat ook het grotere model, de Pinzgauer, voorlopig niet leverbaar was. Het leidde tot een ruzie met de Oostenrijkse fabrikant. De sector landbouw was voor Englebert naast Škoda echter een belangrijke activiteit geworden en de import van landbouwwerktuigen en wegenbouwmachines verliep succesvol.

## 1981: Het einde

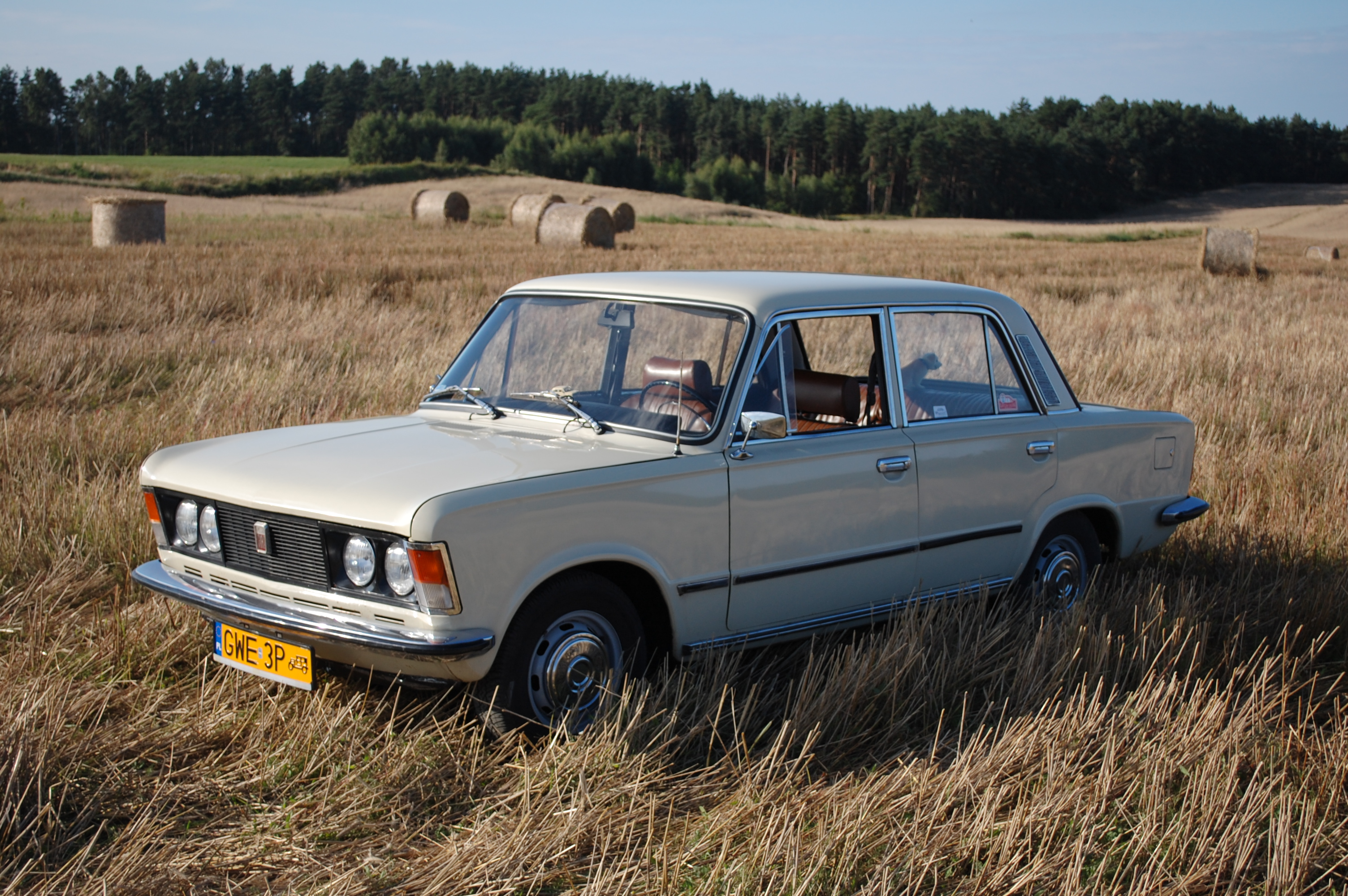
Polski Fiat 125p (1975)

Naast Škoda zou Englebert zou tot 1981 de officiële importeur blijven van Tatra. Dat was puur een formaliteit want Tatra exporteerde geen personenauto's meer naar kapitalistische landen. Daarnaast voerde Englebert in de loop van de jaren zeventig nog enkele andere Oostblokautomerken: ARO en Dacia uit Roemenië en de uit Polen afkomstige Polski Fiat 125p en FSO Polonez. De serviceafdeling kreeg echter een slechte naam, iets dat niet meer terug te draaien bleek. Langzamerhand werden steeds meer medewerkers ontslagen en Englebert werd door gebrek aan opvolging en daadkracht in 1981 geliquideerd en opgesplitst.
De McCormick Farmalltrekkers en andere landbouwmachines gingen naar de International Harvesterimporteur voor Noord- en Oost-Nederland, het Haarlemse bedrijf Boeke & Huidekoper, terwijl de grondverzetafdeling werd verkocht naar België.
Voor de autoafdeling waren meerdere gegadigden. Tatra’s vrachtauto-importeur Praneda, een volle dochter van de Tsjechoslowaakse staatshandelsorganisatie Motokov, had interesse en dacht een goede kans te maken op de Škoda-import maar het was uiteindelijk Auto-Palacedochter De Binckhorst die aan het langste eind trok. Deze nam naast Škoda ook de FSO-import en de Wayne-veegmachines over. Het stuivertje wisselen van de Tatra- en Škoda-importeurs had zijn finale stadium bereikt.